# Tác nhân hợp lý
Một tác nhân hợp lý (rational agent) hoặc thực thể lý trí (rational being) là một cá nhân hoặc thực thể luôn nhắm đến việc thực hiện các hành động tối ưu dựa trên các tiền đề và thông tin có sẵn. Tác nhân hợp lý có thể là bất kỳ thứ gì đưa ra quyết định, thường là một người, doanh nghiệp, máy móc hoặc phần mềm.
Khái niệm về tác nhân hợp lý có thể được tìm thấy trong nhiều lĩnh vực như trí tuệ nhân tạo, khoa học nhận thức, lý thuyết quyết định, kinh tế học, luân lý học, lý thuyết trò chơi và nghiên cứu về lý do thực tiễn.

## Kinh tế học
Trong kinh tế học, tác nhân hợp lý đề cập đến người tiêu dùng giả định và cách họ đưa ra quyết định trong một thị trường tự do. Đây là một trong những giả định được đưa ra trong lý thuyết kinh tế tân cổ điển. Khái niệm về lý tính kinh tế phát sinh từ truyền thống phân tích cận biên được sử dụng trong kinh tế học tân cổ điển. Ý tưởng về tác nhân hợp lý rất quan trọng đối với triết lý của chủ nghĩa vị lợi, như chi tiết trong lý thuyết phép tính niềm vui của nhà triết học Jeremy Bentham, còn được gọi là phép tính hưởng lạc.
Hành động mà một tác nhân hợp lý thực hiện phụ thuộc vào:
- sở thích của tác nhân
- thông tin mà tác nhân có về môi trường, có thể đến từ các kinh nghiệm trước đó
- các hành động, nghĩa vụ và trách nhiệm có sẵn cho tác nhân
- lợi ích ước tính hoặc thực tế và khả năng thành công của các hành động.

Trong lý thuyết trò chơi và kinh tế học cổ điển, người ta thường giả định rằng các diễn viên, cá nhân và doanh nghiệp là những tác nhân hợp lý. Tuy nhiên, mức độ mà các cá nhân và doanh nghiệp hành xử hợp lý vẫn là một vấn đề gây tranh cãi. Các nhà kinh tế thường giả định mô hình lý thuyết lựa chọn hợp lý và lý trí bị giới hạn để mô hình hóa và dự đoán hành vi của các cá nhân và doanh nghiệp. Đôi khi, các tác nhân hợp lý hành xử theo cách mà nhiều người cho là không hợp lý, như trong ví dụ nghịch lý của khách du lịch.

### Các lý thuyết thay thế
Kinh tế thần kinh là một khái niệm sử dụng khoa học thần kinh, tâm lý học xã hội và các lĩnh vực khoa học khác để hiểu rõ hơn cách mọi người đưa ra quyết định. Không giống như lý thuyết tác nhân hợp lý, kinh tế thần kinh không cố gắng dự đoán hành vi quy mô lớn của con người mà thay vào đó là cách cá nhân đưa ra quyết định trong từng trường hợp cụ thể.

## Trí tuệ nhân tạo
Trí tuệ nhân tạo đã mượn thuật ngữ "tác nhân hợp lý" từ kinh tế học để mô tả các chương trình tự động có khả năng thực hiện hành vi hướng mục tiêu. Ngày nay, có sự chồng chéo đáng kể giữa nghiên cứu AI, lý thuyết trò chơi và lý thuyết quyết định. Các tác nhân hợp lý trong AI có mối liên hệ chặt chẽ với các tác nhân thông minh, là những chương trình phần mềm tự động thể hiện trí thông minh.

### Kinh tế học và lý thuyết trò chơi
- Osborne, Martin J.; Rubinstein, Ariel (2001), A Course in Game Theory, Cambridge, Massachusetts: MIT Press, tr. 4, ISBN 0-262-65040-1
- Veblen, Thorseien (1994), Theory of the Leisure Class

### Trí tuệ nhân tạo
- Russell, Stuart J.; Norvig, Peter (2003), Artificial Intelligence: A Modern Approach (ấn bản thứ 2), Upper Saddle River, New Jersey: Prentice Hall, ISBN 0-13-790395-2